# Ernst Matthes (Zoologe)
Ludwig Ernst Georg Matthes (* 8. August 1889 in Marienburg (Westpreußen); † 10. September 1958 in Heidelberg) war ein deutscher Zoologe.

## Leben
Ernst Matthes absolvierte nach dem Abitur ein Studium und nahm nach erfolgter Promotion und Habilitation 1927 als Nachfolger des 1926 nach Breslau berufenen Zoologen Paul Buchner den Ruf auf eine Professur für Zoologie an der Universität Greifswald an. Zugleich wurde er Direktor des dortigen Zoologischen Instituts und Museums und baute die Schausammlung des Museums aus. Insbesondere fertigte er große Mengen Lehrmaterial für die Studenten an, darunter mehr als 2.000 mikroskopische Präparate zur Vergleichenden Anatomie der Wirbeltiere. Während dieser Zeit wurde 1936 die Biologische Forschungsanstalt Hiddensee in das von ihm eingerichtete ‘Greifswald – Rügensche Beobachternetz zur Beobachtung des Vogelzuges’ einbezogen. Während seiner Lehrtätigkeit war er unter anderem Doktorvater von Otto-Karl Trahms, der 1936 mit einer Dissertation zum Thema Das Geruchsorgan von Pipa Americana promoviert wurde.
Daneben war er einige Jahre Mitglied des Vorstandes der Deutschen Zoologischen Gesellschaft (DZG) als Erster Vizepräsident von 1934 sowie als Präsident 1935 bis 1936.
1936 nahm er den Ruf der Regierung Portugals an, um an der renommierten Universität Coimbra den Lehrstuhl für Zoologie zu übernehmen und zum anderen ein Zoologisches Institut nach deutschem Vorbild zu gründen. Kurze Zeit später gründete er das Museu e Laboratório Zoológico da Universidade de Coimbra. Nachfolger als Direktor des Zoologischen Instituts und Museums in Greifswald wurde daraufhin Kurt Heidermanns, während Wilhelm Joseph Schmidt Präsident der DZG wurde.

## Veröffentlichungen
Neben seiner Lehrtätigkeit veröffentlichte er auch zahlreiche Fachbücher sowie Aufsätze in Fachzeitschriften. Zu seinen bedeutendsten Publikationen gehören:
- Einige Bemerkungen über das Gehörorgan von Walen und Sirenen (Anatomischer Anzeiger, 1912, S. 594–599)
- Zur Entwicklung des Kopfskelettes der Sirenen. 1. Die Regio ethmoidalis des Primordialkraniums von Manatus latirostris (Zeitschrift für Naturwissenschaften, 1912, S. 489–514)
- Beiträge zur Anatomie und Entwicklungsgeschichte der Sirenen. 1: Die äussere Körperform eines Embryos von Halicore dugong von 15 cm Rückenlänge (Zeitschrift für Naturwissenschaften, 1915, S. 557–580)
- Eine bemerkenswerte Eigentümlichkeit am Meckel'schen Knorpel eines Säugethieres: Zusammensetzung des Meckel'schen Knorpels bei Halicore dugong aus zwei hintereinander liegenden Teilstücken (Anatomischer Anzeiger, 1921, S. 209–229)
- Einige Beobachtungen über die Entwicklung des Schädels der Sirenen (Zoologischer Anzeiger, 1921, S. 73–75)
- Zur Kenntniss des Knorpelschädels von Halicore dugong (Zoologischer Anzeiger, 1921, S. 139–151)
- Zur Entwicklung des Kopfskelettes der Sirenen. II. Das Primordialcranium von Halicore dugong (Zeitschrift der Gesellschaft für Anatomie, 1921, S. 1–304)
- Neuere Arbeiten über das Primordialkranium der Säugethiere (Zeitschrift der Gesellschaft für Anatomie, S. 669–912)
- Schutz- und Stützorgane der wirbellosen Tiere (1923).[6]
- Die Dickenverhältnisse der Haut bei den Mammalia im allgemeinen, den Sirenia im besonderen (Zeitschrift für wissenschaftliche Zoologie, 1929, S. 345–357)
- Abnorme Mandibularcanini bei Hippopotamus (1939)[7]
- Zur Embryologie und Systematik der Gattung Manatus (1945)
- Der Einfluss der Fortpflanzung auf die Lebensdauer eines Schmetterlings (Fumea Crassiorella) (1951)[8]
- Die bei Fumea crassiorella (Lepid., Psychidae) vor der Metamorphose stattfindende Drehung als Beispiel einer autonomen Instinkthandlung (1953)[9].

Darüber hinaus war er seit 1944 Herausgeber des 1898 von Willy Kükenthal verfassten Fachbuchs Leitfaden für das zoologische Praktikum und gab dieses Buch auch in portugiesischer Sprache unter dem Titel Guia de Trabalhos Praticos de Zoologia heraus.